# Strobilomyia macalpinei
Strobilomyia macalpinei är en tvåvingeart som beskrevs av Verner Michelsen 1988. Strobilomyia macalpinei ingår i släktet Strobilomyia och familjen blomsterflugor.
Artens utbredningsområde är Alberta. Inga underarter finns listade i Catalogue of Life.